# Lleó de les cavernes

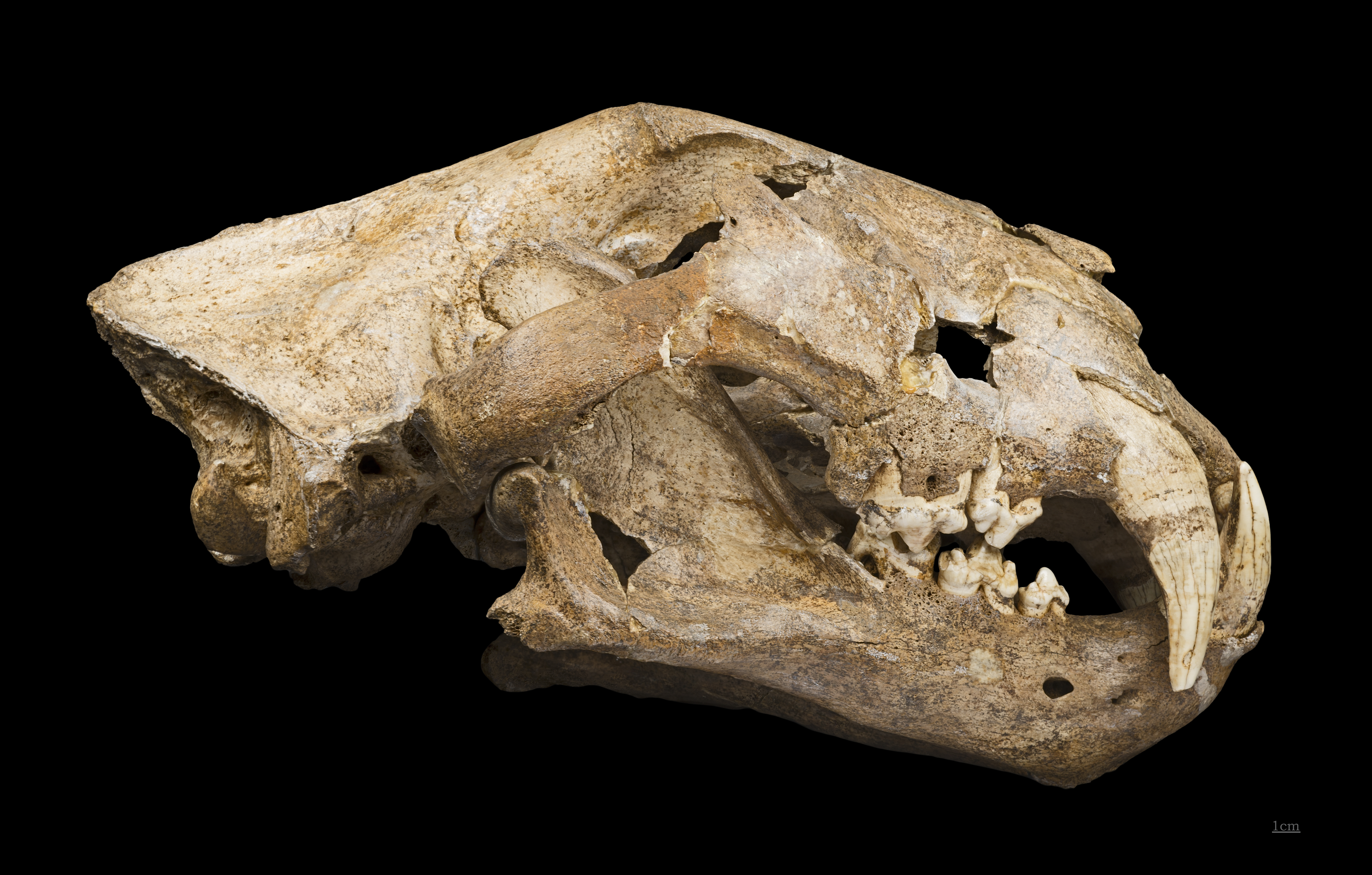
Crani

El lleó de les cavernes (Panthera leo spelaea) és una subespècie extinta del lleó que visqué a Euràsia durant el Plistocè. És coneguda pels seus fòssils i per l'art prehistòric. Probablement va evolucionar a Europa després de la tercera etapa interglacial de Cromeria, fa menys de 600.000 anys.

## Fisonomia
El lleó de les cavernes era més gran que els lleons actuals i pot ser que fos un dels felins més grossos que han existit tan sols darrere del lleó tigre (un híbrid de lleó amb una tigressa). El lleó de les cavernes era un 25% més gran que els lleons africans, feien 3 metres de llargada i els mascles pesaven entre 270 i 320 kg, mentre que les femelles pesaven 175 kg.

## Evolució
Els fèlids panterins semblants a un lleó van aparèixer per primera vegada a la gorja d'Olduvai de Tanzània fa al voltant de 1,7 -1,2 Ma. Aquests fèlids es van dispersar a Europa des de l'Àfrica oriental a la primera meitat del Plistocè mitjà, donant lloc al lleó de les estepes (P. fossilis) a l'Europa central fa 610.000 anys. Panthera spelaea va evolucionar a partir de P. fossilis fa uns 460.000 anys al centre d'Europa durant a finals de la glaciació Saaliana tardana o principis de l'Eemià, i hauria estat comú a tota Euràsia des de fa 450.000 a 14.000 anys. Evidències genòmiques nuclears recents suggereixen que el mestissatge entre lleons moderns i tots els lleons fòssils eurasiàtics va tenir lloc fins fa 500.000 anys, però fa 470.000 anys, no es va produir cap encreuament posterior entre els dos llinatges.

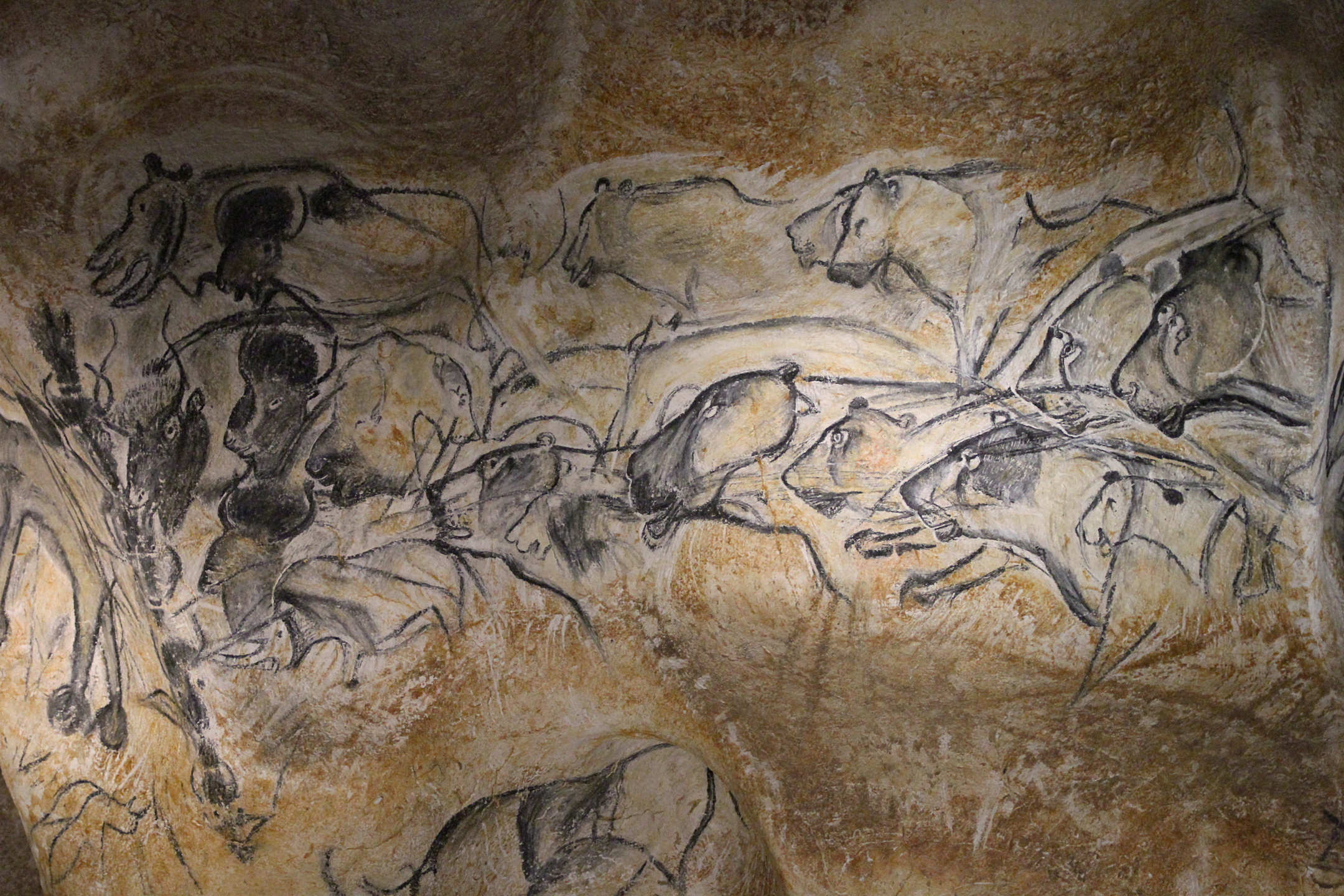
Lleons de les cavernes i bisons representats a la cova de Chauvet, França.
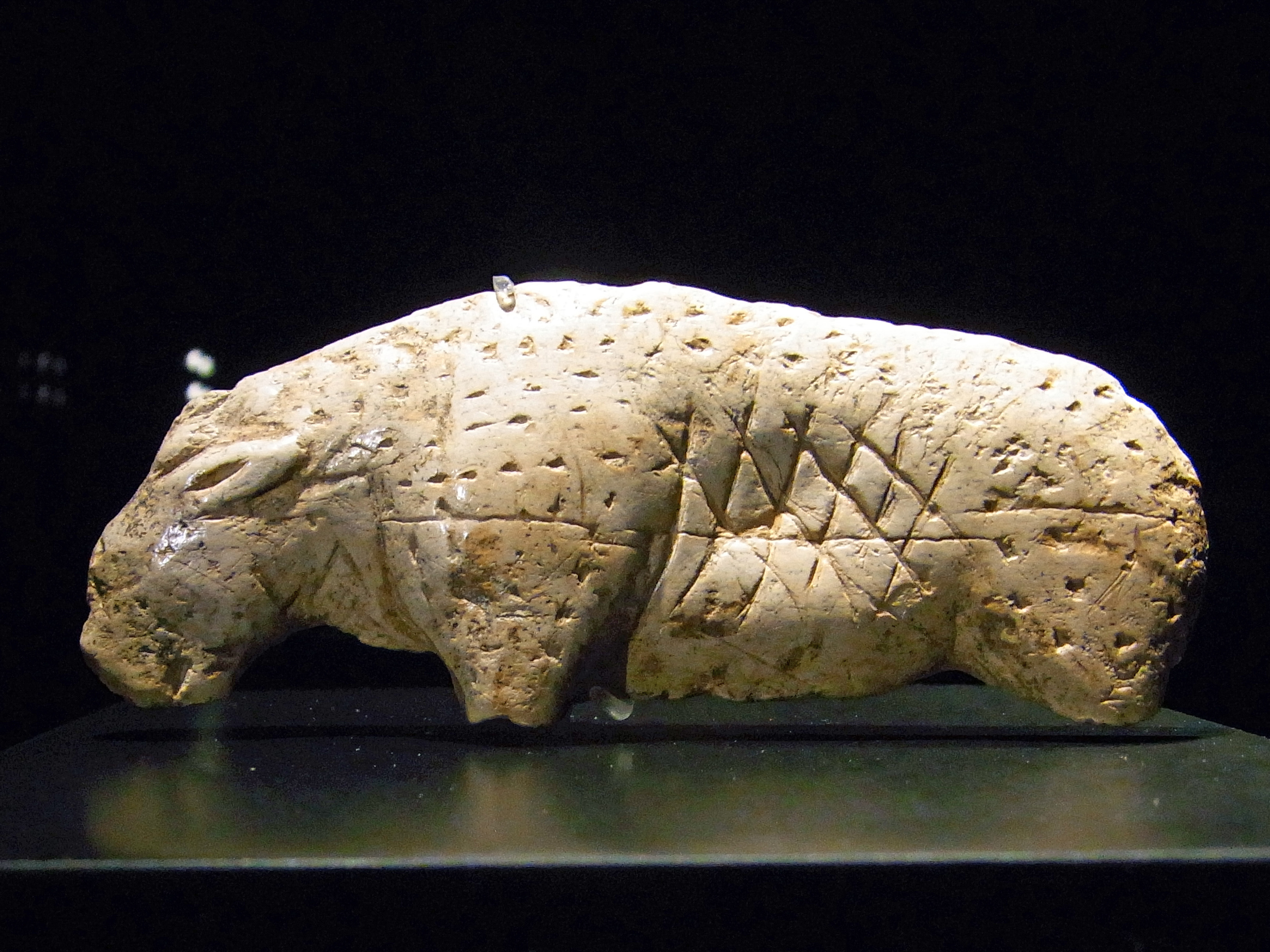
Mitja escultura d'un lleó feta d'ivori de mamut, cova de Vogelherd, d'uns 35.000 anys d'antiguitat. Museu de la Universitat de Tübingen

Els fragments d'os de P. leo spelaea excavats a Polònia van ser datats per radiocarboni entre el principi i el final de la glaciació de Weichsel, i tenen entre 109.000 i 57.000 anys. A Euràsia, es va extingir fa entre 14.900 i 14.100 anys, i va sobreviure a Beríngia fins fa 13.800 a 13.300 anys, quan va retrocedir la glaciació de Weichsel. Les dades de la seqüència d'ADN mitocondrial de restes de lleons fòssils mostren que el lleó americà (Panthera atrox) representa un grup germà de P. leo spelaea, i probablement va sorgir quan una població primerenca de P. leo spelaea es va aïllar al sud de la capa de gel de la Serralada fa uns 340.000 anys.

## Classificació
La classificació del lleó de les cavernes sempre ha estat discutida, ja que alguns la consideren una espècie a part (Panthera spelaea), altres la consideren una subespècie de tigre (Panthera tigris spelaea). Encara que la majoria d'experts creuen que és una subespècie de lleó. Gràcies a l'ADN s'ha pogut demostrar que era una subespècie de lleó, però que no estava emparentada amb cap de les subespècies actuals.
Felis spelaea va ser el nom científic utilitzat per Georg August Goldfuss l'any 1810 per a un crani de lleó fòssil que va ser excavat en una cova del sud d'Alemanya. Possiblement data de la glaciació de Würm.
Un autor va considerar que el lleó de les cavernes estava més relacionat amb el tigre basant-se en una comparació de les formes del crani, i va proposar el nom científic Panthera tigris spelaea. Els resultats dels estudis morfològics van mostrar que és diferent en l'anatomia cranial i dental per justificar l'estat específic de Panthera spelaea.

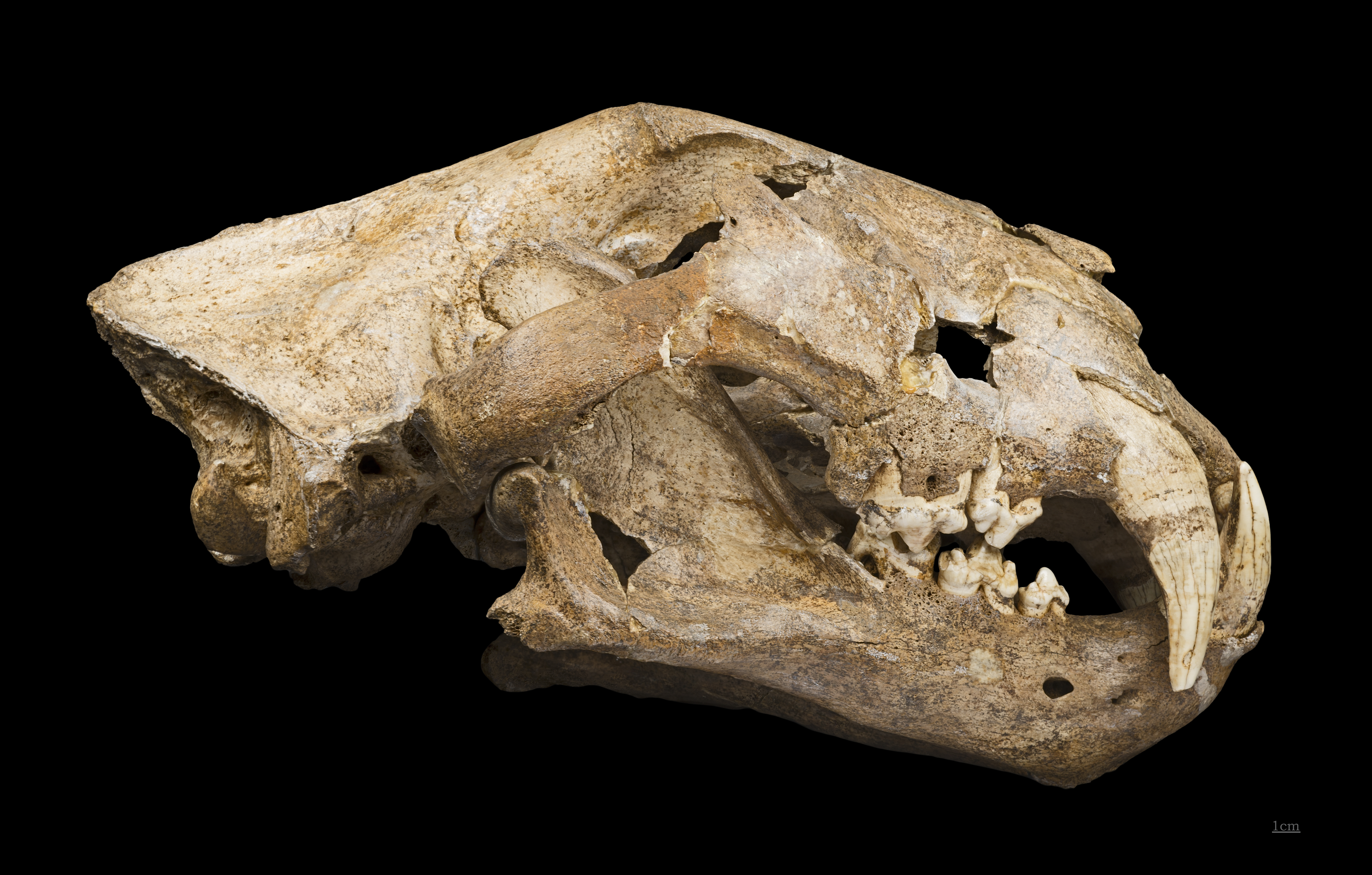
Crani de lleó de les cavernes exposat al Museu de Tolosa, França

## Medi ambient
El lleó de les cavernes caçava els grans herbívors de la seva època com el cavall i el bisont. Algunes pintures apareixen diversos lleons caçant conjuntament, cosa que suggereix que caçaven d'una forma semblant als lleons actuals.
La seva extinció pot estar molt relacionada amb la desaparició de moltes de les preses de les que s'alimentaven.

## Hàbitat, història i distribució

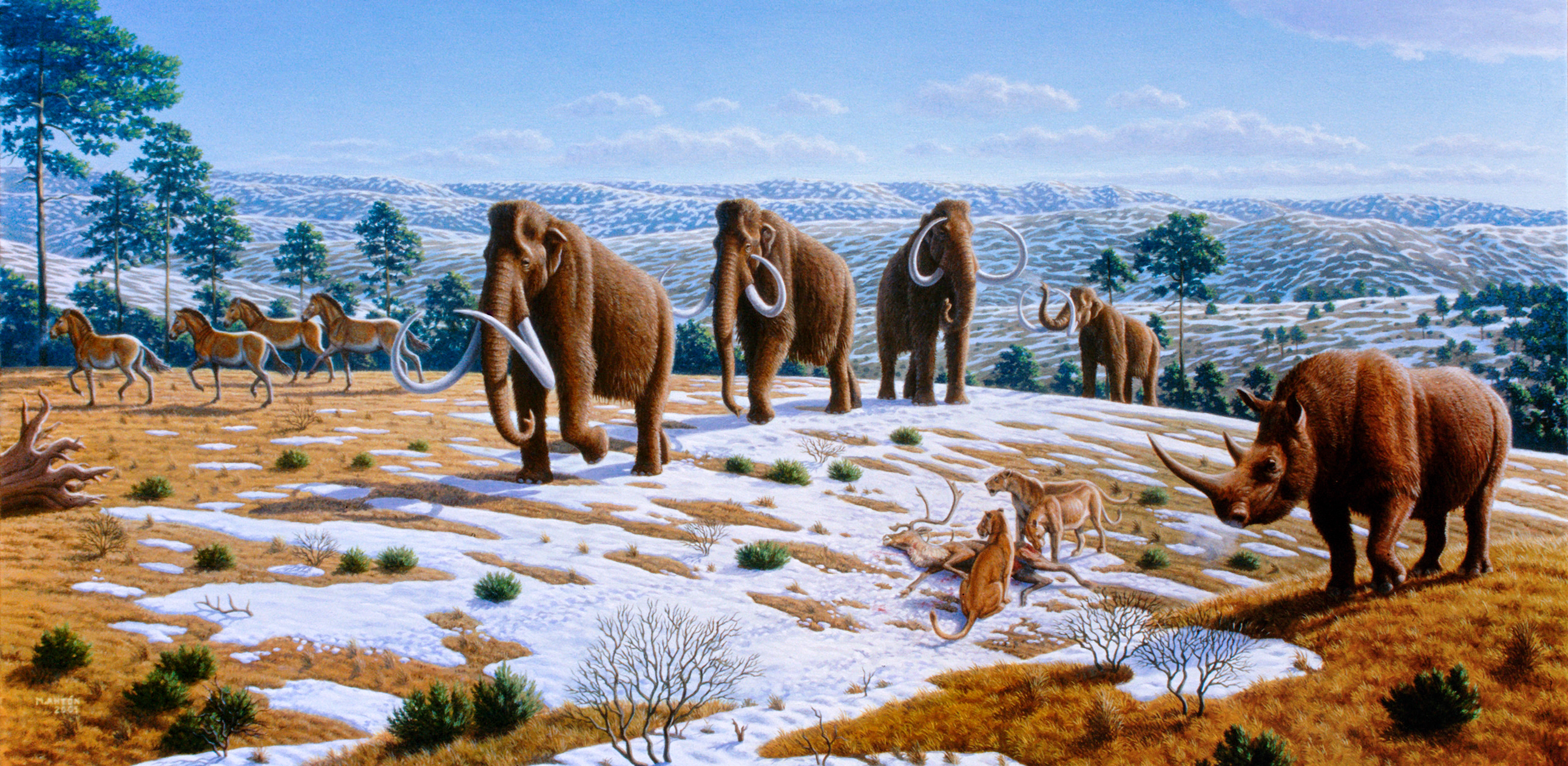
Lleons de les cavernes i altra fauna de l'edat de gel al nord de la península Ibèrica, del paleoartista espanyol Mauricio Antón

El lleó de les cavernes va derivar del lleó de les estepes fa 300.000 anys a Europa. Els fragments d'os més antics coneguts es van excavar a Iacútia i es van datar amb radiocarboni d'almenys 62.400 anys. Es va extingir fa uns 13.000 anys. El lleó de les cavernes visqué a Euràsia, des de la península Ibèrica fins a l'estret de Bering, des d'on creuaria cap a Amèrica i donaria lloc al lleó americà (Panthera leo atrox). També van sorgir del lleó de les cavernes el lleó del nord-est de la Xina (Panthera leo youngi) i el lleó de l'est de Sibèria (Panthera leo vereshchagini).
El lleó de les cavernes va formar una població contínua des d'Europa fins a Alaska a través del pont terrestre de Bering, en tota l'estepa de mamuts. Es va distribuir àmpliament des de la península Ibèrica, el sud-est d'Europa, Gran Bretanya, Europa central, la plana d'Europa de l'Est i per la major part del nord d'Euràsia fins al Canadà i Alaska. Els fòssils més antics coneguts es van excavar al nord-est de Iacutia i es van datar amb radiocarboni amb 62.400 anys d'antiguitat. Els fòssils més joves coneguts tenen una data de 11.925 anys i es van trobar a prop de Fairbanks, Alaska.
Els ossos de falange excavats al complex de coves de La Garma d'Espanya eren datats amb radiocarboni entre 14.300 i 14.000 anys. A Eslovàquia, es van excavar restes de crani, fèmur i pelvis en deu coves càrstiques a zones muntanyoses i muntanyes a cotes de 240 a 1.133 m.
A la cova de Khayrgas de Iacútia, es van trobar ossos de P. leo spelaea juntament amb restes d'humans, llops, rens, cavalls i peixos del Plistocè en una capa datada entre 13.200 i 21.500 anys.
L'any 2008, un exemplar madur de lleó de les cavernes ben conservat va ser descobert prop del riu Mali Aniui, al districte autònom de Txukotka (Rússia), que encara conservava alguns rams de pèl. El lleó de les cavernes probablement es va trobar predominantment en hàbitats oberts com l'estepa i les praderies, tot i que també s'hauria produït en boscos oberts.

## Paleobiologia

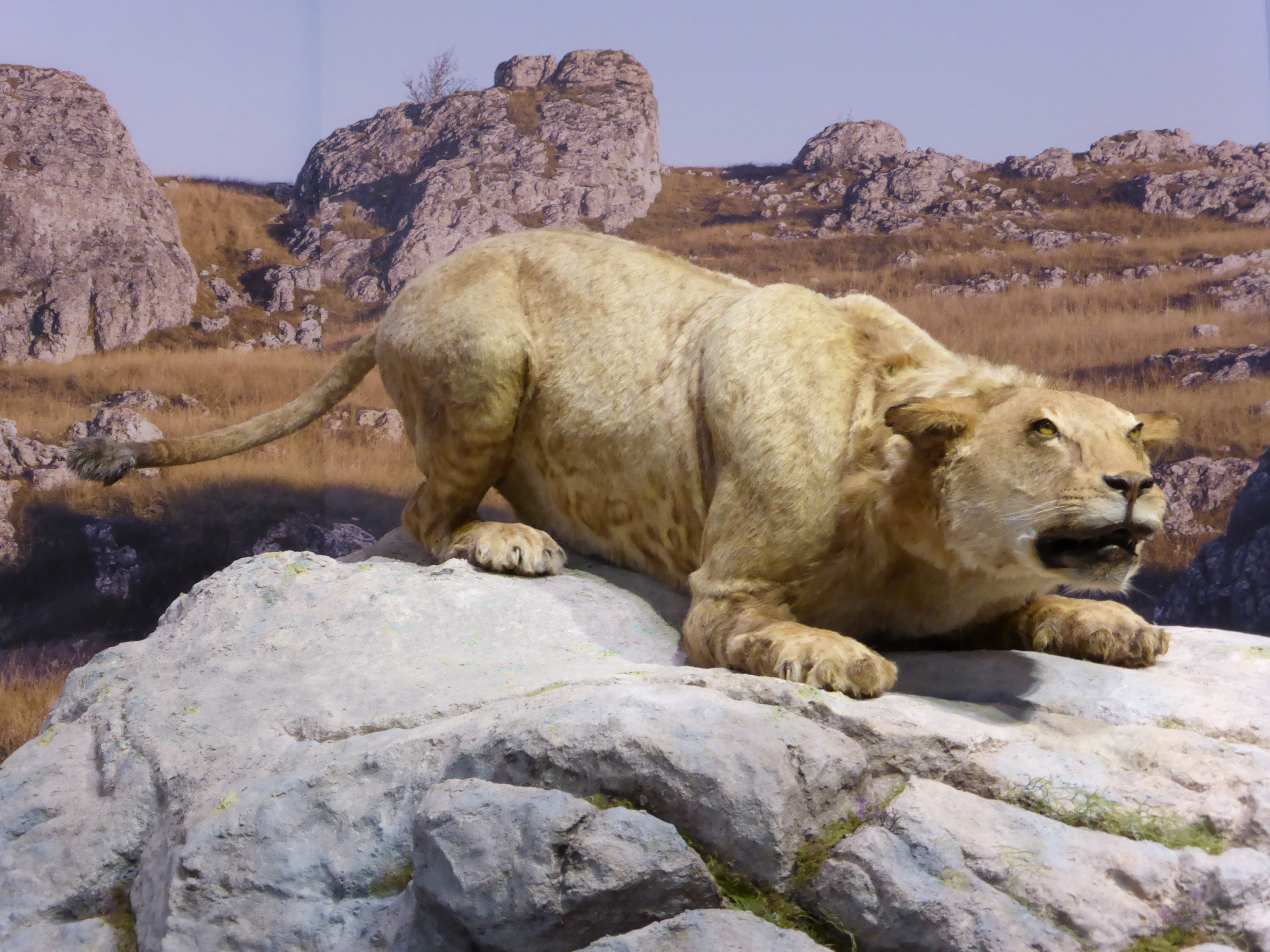
Reconstrucció d'un lleó de les cavernes, a la Caverne du Pont-d'Arc, França

P. leo spelaea va habitar en ambients oberts com l'estepa de mamuts i el bosc boreal. Va ser una de les espècies clau de l'estepa de mamuts, sent un dels principals depredadors al costat del llop (Canis lupus), la hiena de les cavernes (Crocuta crocuta spelaea) i l'ós bru (Ursus arctos). S'han trobat grans quantitats d'ossos pertanyents a P. spelaea a coves, on també es van trobar ossos de hiena de les cavernes, ós de les cavernes i artefactes paleolítics. No és clar si P. spelaea era social com el lleó modern; algunes proves indiquen que podria haver estat solitari.
Les anàlisis isotòpiques de mostres de col·lagen ossi extretes de fòssils indiquen que els cadells d'ós de les cavernes, rens i altres cèrvids eren destacats en la dieta dels lleons de les cavernes. Els lleons de les cavernes posteriors semblen haver depredat sobretot els rens, fins a la vora de l'extinció local o l'extirpació d'ambdues espècies. Altres espècies de preses possibles eren el cérvol gegant (Megaloceros giganteus), el cérvol comú (Cervus elaphus), el cavall salvatge (Equus ferus), el bou almesc (Ovibos moschatus), l'ur (Bos primigenius), el bisó europeu (Bison bonasus), el bisó estepari (Bison priscus), joves rinoceronts llanuts (Coelodonta antiquitatis) i joves mamuts llanuts (Mammuthus primigenius). Probablement va competir per les preses amb el lleopard europeu de l'edat de gel (P. pardus spelaea), així com les hienes de les cavernes (Crocuta crocuta spelaea), els óssos de les cavernes (Arctodus) i els llops (Canis lupus).

## Restes i indicis
Les talles i les pintures rupestres de lleons de les cavernes, que es van descobrir a les coves de Lascaux i Chauvet a França, es van datar entre 15.000 i 17.000 anys. Un dibuix a la cova de Chauvet representa dos lleons de les cavernes caminant junts. El de primer pla és una mica més petit que el del fons, que s'ha dibuixat amb un escrot i sense melena. Aquestes pintures rupestres suggereixen que els lleons de les cavernes mascles no tenien melena completament o, com a molt, tenien crineres molt petites.

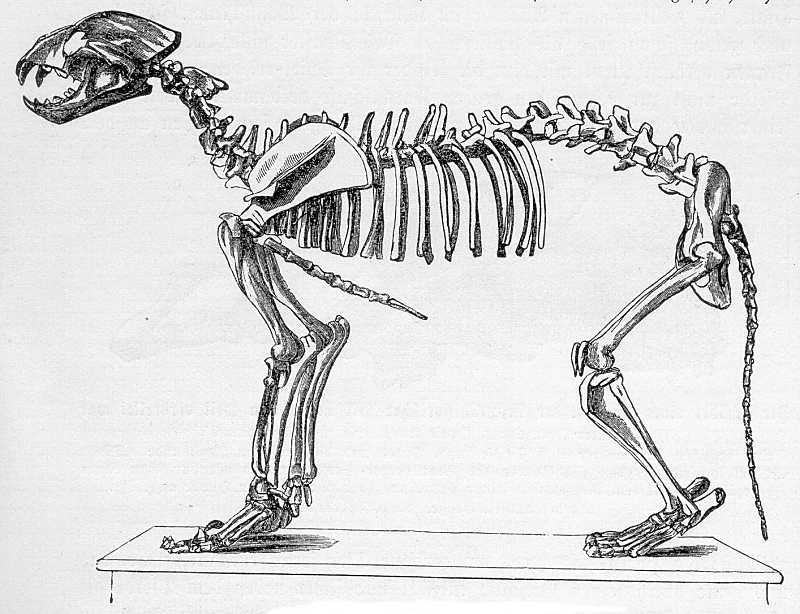
Dibuix d'un esquelet
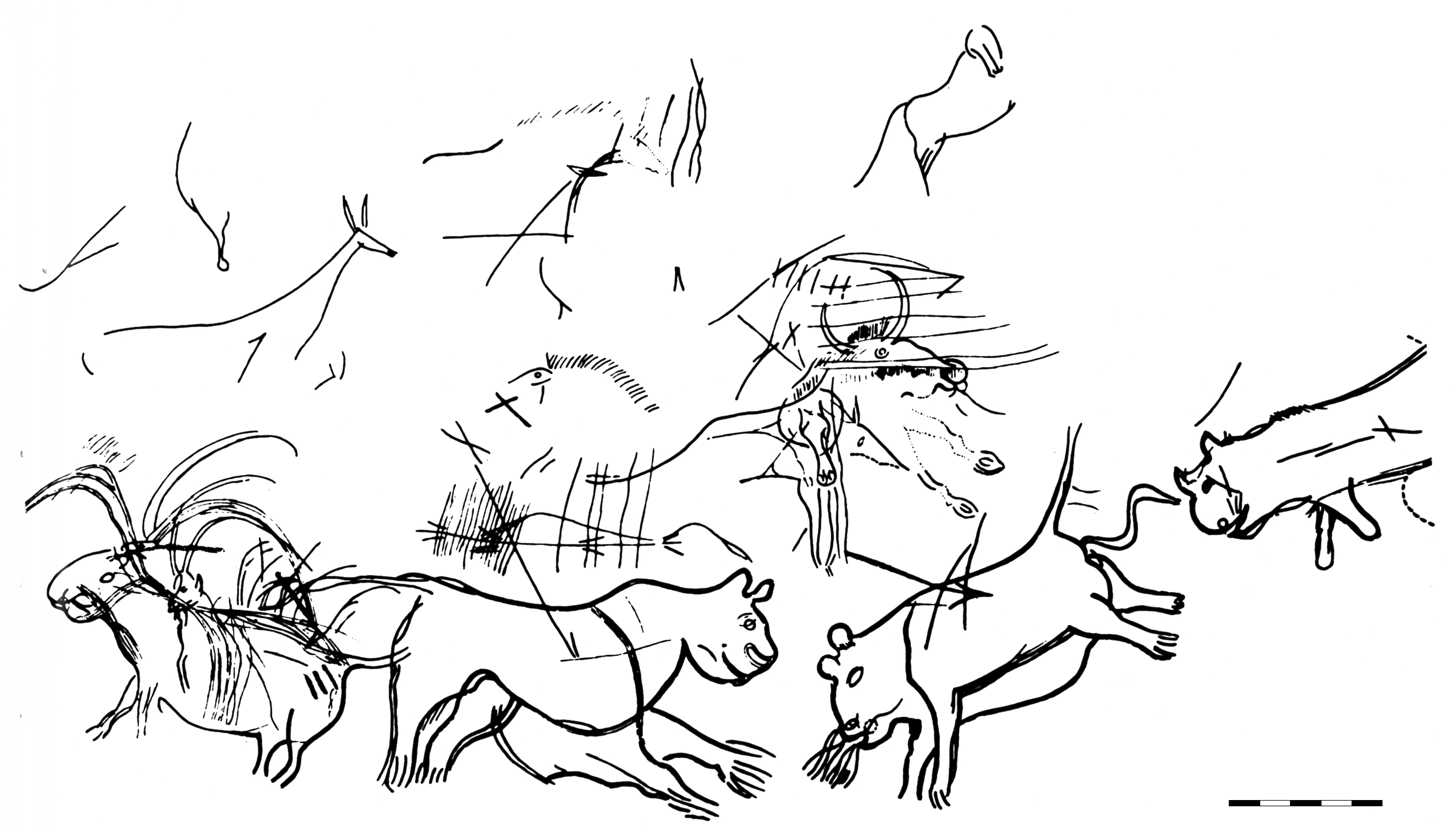
Lleons de les cavernes. Cambra dels felins, coves de Lascaux

P. leo spelaea també es coneix per la figureta de Löwenmensch trobada a la cova de Vogelherd a la Jura de Suàbia, al sud-oest d'Alemanya, que data de la cultura de l'aurinyacià. Aquests artefactes arqueològics indiquen que podria haver estat present en rituals religiosos del Paleolític.
Es pensava que P. spelaea era una de les espècies de lleons més grans. L'esquelet d'un mascle adult trobat l'any 1985 a prop de Siegsdorf (Alemanya) tenia una alçada de les espatlles d'uns 1,2 m i una longitud cap-cos de 2,1 m sense la cua, de mida similar a la grans lleons moderns. La mida d'aquest mascle va ser superada per altres exemplars, amb un altre mascle que arribava als 2,5 m de llarg sense la cua. De la mateixa manera, les petjades atribuïdes a un lleó de les cavernes mascle mesuraven 15 cm de diàmetre. Es va estimar que la Panthera spelaea més pesada pesava 339 kg. Això demostra que P. spelaea hauria estat fins a un 12% més gran que els lleons moderns, però encara més petit que l'anterior Panthera fossilis o el lleó americà (P. atrox).
Les pintures rupestres mostren gairebé exclusivament animals de caça sense melena, cosa que suggereix que els mascles no tenien melena. P. spelaea tenia un musell relativament més llarg i estret en comparació amb el del lleó actual. Malgrat això, les dues espècies no presenten grans diferències de morfologia. Com els lleons moderns, les femelles eren més petites que els mascles.
L'any 2016, els cabells trobats a prop del riu Maly Anyuy es van identificar com a pèls de lleó de les cavernes mitjançant l'anàlisi d'ADN. La comparació amb el cabell d'un lleó modern va revelar que el cabell dels lleons de les cavernes probablement era de color similar al del lleó modern, encara que una mica més clar. A més, es creu que el lleó de les cavernes tenia una capa inferior molt gruixuda i densa que comprenia un pèl ondulat de color groguenc a blanc tancat i comprimit amb una massa més petita de pèls de protecció de color més fosc, possiblement una adaptació al clima de l'Edat de Gel.

### Recerca

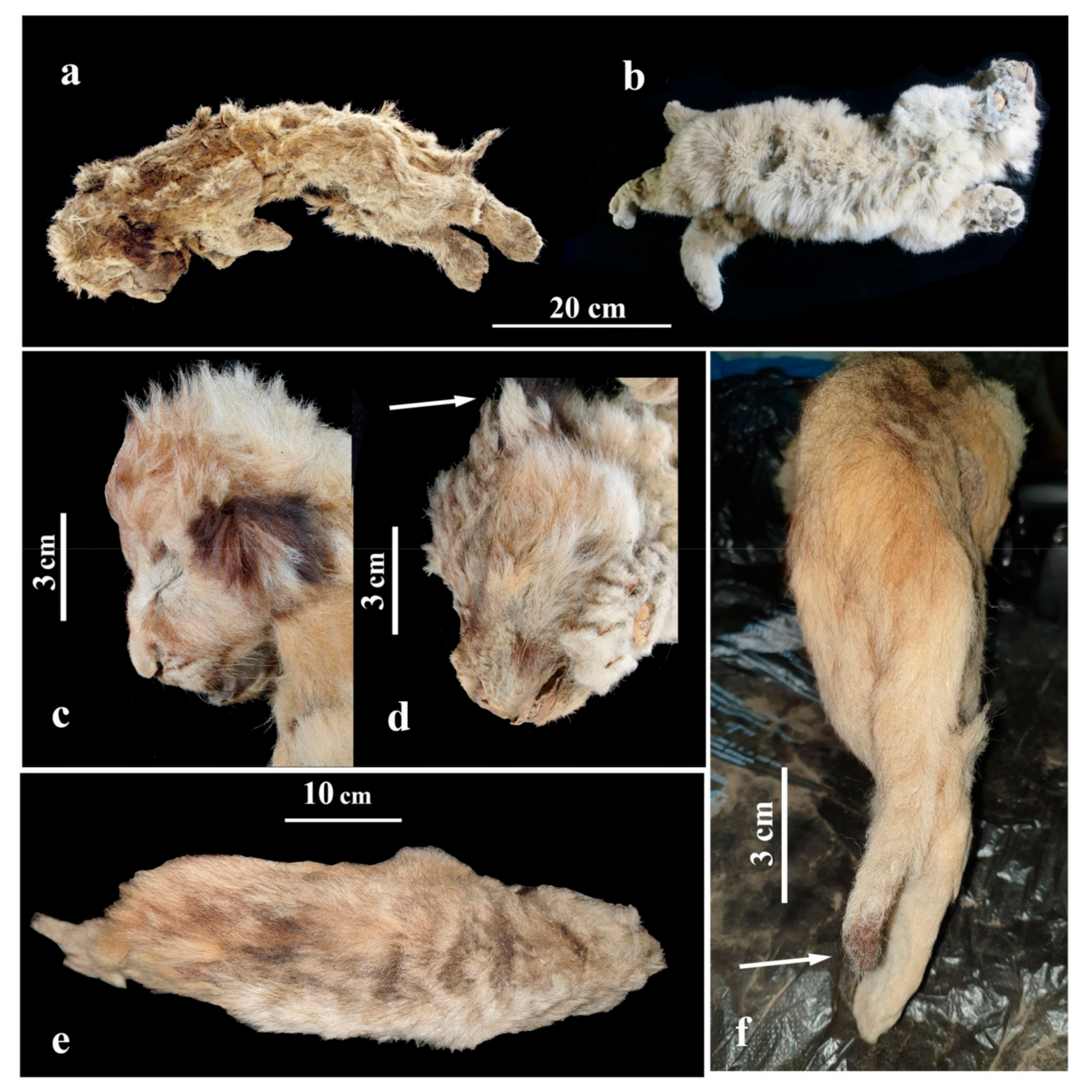
Mòmies congelades de cadells trobats al permagel siberià: (a) cos dEsparta (femella); (b) cos de Boris (mascle); (c) cap d'Esparta; (d) cap de Boris; (e) cos d'Esparta vista des de dalt; (f) «pinzell» marró fosc de la cua d'Esparta.

L'any 2015 es van descobrir dos cadells de lleó de les cavernes congelats, que es calcula que tenen entre 25.000 i 55.000 anys d'edat, prop del riu Uiandina a Iacútia (Sibèria), en permagel.
Els resultats de la investigació indiquen que probablement els cadells tenien amb prou feines una setmana d'edat en el moment de la seva mort, ja que les seves dents de llet no havien sortit completament. Més proves suggereixen que els cadells es van amagar en un lloc del cau fins que van ser prou forts per seguir la seva mare de tornada de caçar, com passa amb els lleons moderns. Els investigadors creuen que els cadells van quedar atrapats i morts per una esllavissada de terra, i que l'absència d'oxigen sota terra va dificultar la seva descomposició i va permetre que els cadells es conservessin en tan bones condicions. Per al 2016 s'havia previst una segona expedició al lloc on es van trobar els cadells, amb l'esperança de trobar les restes d'un tercer cadell o possiblement la mare dels cadells.
L'any 2017 es va trobar un altre exemplar congelat, que es pensava que era un cadell de lleó, a Iacútia, a la vora del riu Tirekhtiakh (Тирехтях), afluent del riu Indiguirka. Es pensava que aquest cadell mascle era una mica més gros que els cadells del 2015 en el moment de la seva mort; es calcula que tenia entre un mes i mig a dos mesos d'edat.
El 2018, es va trobar les restes conservades d'un cadell en un lloc a 15 m de distància. Es considerava que tenia al voltant d'un mes d'edat quan va morir fa aproximadament 50.000 anys, i se suposava que era un germà del cadell mascle. No obstant això, la datació amb carboni va demostrar que havien viscut uns 15.000 anys de diferència, s'estima que la femella va viure fa 28.000 anys i el mascle fa 43.448 anys. Tots dos cadells estaven ben conservats, tot i que amb alguns danys, la femella possiblement és l'animal «millor conservat» descobert de l'edat de gel.